# Northern Islands Municipality
Northern Islands Municipality (ibland endast Northern Islands) är en kommun i Nordmarianerna (USA). Den ligger i den norra delen av Nordmarianerna. Arean är 155 kvadratkilometer.
Terrängen i Northern Islands Municipality är huvudsakligen kuperad.
Northern Islands Municipality delas in i:
- Farallon de Pajaros
- Asuncion Island
- Agrihan
- Pagan
- Alamagan Island
- Guguan
- Zealandia Bank
- Sarigan
- Anatahan
- Farallon de Medinilla
- Maug Islands